# 36 Front populaire

36 Front populaire est un projet de comédie musicale élaboré en 1979, qui finalement n'a jamais été monté sur scène officiellement.
Il reste de cette aventure un double album, enregistré en studio, qui évoque cette période historique sur une musique de Jean-Pierre Bourtayre et Jean-Claude Petit et un livret d'Étienne Roda-Gil. dont le titre Ça commence comme un rêve d'enfant interprété par Julien Clerc. Toutefois le projet ne parvient pas à être monté dans un théâtre parisien.
À partir de 1983, une adaptation américaine est envisagée. Le parolier Tim Rice adapte le texte et José-Maria Flotats est chargé de la mise en scène du projet qui devait être présenté à Broadway en 1988.
La troupe Musique et Spectacles en Montois, association de Montereau-Fault-Yonne la monte sous la direction musicale de Christian Bouda avec un scénario d'Évelyne Guille et une mise en scène de Didier Weil en octobre 1997. À cette occasion, Étienne Roda-Gil rencontre les artistes amateurs avec beaucoup d'émotion et renonce à la rétribution de ses droits d'auteur.

## Liste des titres
Titre du double album sorti en 1979.
1. Orchestre du Théâtre national de l'Opéra de Paris – Ouverture
2. Julien Clerc - Ça Commence comme un Rêve D'enfant
3. Corinne Miller - La Conga de Paris, Billancourt et Saint-Denis
4. Claude-Michel Schönberg, Jean-Louis Rolland - Du Pain Et Des Roses
5. Corinne Miller - Les Jours Nouveaux
6. Julien Clerc, Jean-Claude Petit, Helios Vidal, Marc Pascal - Le Combat (La Droite et la Gauche)
7. Corinne Miller - Une Robe Couleur Tango
8. Bernard Estardy - La France aux Français
9. Martine Latorre, Michèle Esslinger, Françoise Petit, Patricia Hayat - La République Grise
10. Julien Clerc - Le Bonheur
11. Orchestre du Théâtre National de l'Opéra de Paris - Terre d'Espagne
12. Julien Clerc - Chanson Pour Elle
13. Alain Pralon - Trains de Vacances et Trains de Volontaires
14. Julien Clerc - La Chanson D'André Malraux
15. Corinne Miller - La Mer Sans Toi
16. Julien Clerc - Barcelone 36
17. Noël Deschamps - Le Rêve De Blum (Blum-blum, Dum-dum)
18. Claude-Michel Schönberg - Ils Sont trop Forts
19. Julien Clerc, Corinne Miller - Adieu Les Larmes De La Terre
20. Julien Clerc, Corinne Miller - Nous Serons Toujours Là (Final)